# Лебединська волость (Лебединський повіт)
Лебединська волость — адміністративно-територіальна одиниця Лебединського повіту Харківської губернії з волосним правління у повітовому місті Лебедин.
Станом на 1885 рік складалася з 40 поселень, 6 сільських громад. Населення — 11626 осіб (5840 чоловічої статі та 5786 — жіночої), 2099 дворових господарств.
|                     | Площа, десятин | У тому числі орної, дес. |
| ------------------- | -------------- | ------------------------ |
| Сільських громад    | 11941          | 7791                     |
| Приватної власності | 7378           | 3512                     |
| Іншої власності     | 83             | 80                       |
| Загалом             | 19402          | 11383                    |

На 1862 рік до складу волості входили:
- місто Лебедин;
- хутір Маськін;
- хутір Барабашів;
- хутір Хорунженків;
- хутір Гарбарів;
- хутір Дремлюгін;
- хутір Топчіїв;
- хутір Бондурів;
- хутір Пищелін;
- хутір Захаркін;
- хутір Забугін;
- хутір Башовників;
- хутір Пушкарів;
- хутір Ляшків;
- хутір Безуглий;
- селище Сегище;
- селище Берешки;
- селище Токарі;
- селище Кулики;
- хутір Панченки;
- хутір Стеблянків;
- хутір Чигринців;
- хутір Тучин;
- хутір Будилка;
- хутір Гребців.

Основні поселення волості станом на 1885:
- Будилка — колишнє державна слобода при річці Опилатій, 1080 осіб, 332 двори, православна церква, школа.

Станом на 1914 рік старшиною волості був Васильченко Фома Герасимович, волосним писарем — Олейників Іван Іванович, головою волосного суду — Прокопченко Григорій Андрійович.